# Ozero Kostovje
Ozero Kostovje (ryska: Озеро Костовье) är en sjö i Belarus.   Den ligger i voblasten Vitsebsks voblast, i den nordöstra delen av landet, 250 km nordost om huvudstaden Minsk. Ozero Kostovje ligger 156 meter över havet.
Omgivningarna runt Ozero Kostovje är en mosaik av jordbruksmark och naturlig växtlighet. Runt Ozero Kostovje är det ganska tätbefolkat, med 139 invånare per kvadratkilometer.